# Taxeotis holoscia
Taxeotis holoscia là một loài bướm đêm trong họ Geometridae.